# Gian Luca Perici
Gian Luca Perici (Bassano del Grappa, 17 de setembro de 1964) é um diplomata e prelado italiano da Igreja Católica pertencente ao serviço diplomático da Santa Sé.

## Biografia
De 1985 a 1991 estudou filosofia e teologia católica no Pontificio Seminario Internazionale Giovanni Paolo II de Roma e na Pontifícia Universidade Lateranense.
Foi ordenado sacerdote em 21 de setembro de 1991, pelo bispo de Velletri-Segni, Andrea Maria Erba, B., na Catedral de Velletri, sendo incardinado na Diocese de Velletri-Segni. É licenciado em direito canônico.
Primeiro Perici trabalhou como vigário paroquial e cerimonial na Catedral de Velletri. Além disso, em 1995, depois de prosseguir os estudos no Pontifício Ateneu Santo Anselmo, obteve a licenciatura em ciências litúrgicas. Perici continuou seus estudos na Pontifícia Universidade São Tomás de Aquino, onde se formou em 2001 com a tese L'istruzione religiosa nelle scuole pubbliche italiane dal Concordato del 1929 e la sucessiva opera della Conferenza Episcopale Italiana ("Instrução religiosa nas escolas públicas de Itália desde a Concordata de 1929 e os trabalhos posteriores da Conferência Episcopal Italiana") em direito canônico. De 1999 a 2001, ele também completou uma educação na Pontifícia Academia Eclesiástica de Roma.
Ingressou no serviço diplomático da Santa Sé em 1 de julho de 2001 e trabalhou nas Nunciaturas Apostólicas no México, Haiti, Malta, Angola, Brasil, Suécia, Espanha e Portugal.
Em 1 de julho de 2006, o Papa Bento XVI concedeu-lhe o título de Capelão de Sua Santidade e em 11 de novembro de 2016, o Papa Francisco concedeu-lhe o título de Prelado de Honra de Sua Santidade. Ele também é cônego honorário da Catedral de Velletri.
Em 5 de junho de 2023, o Papa Francisco o nomeou núncio apostólico no Malawi e na Zâmbia, onde era conselheiro, com a dignidade de arcebispo-titular de Volsinium. Foi consagrado em 15 de julho seguinte, na Basílica de São Pedro, pelo Cardeal Secretário de Estado Pietro Parolin, coadjuvado pelo cardeal Luis Antonio Tagle, pró-prefeito do Dicastério para a Evangelização e pelo bispo de Velletri-Segni, Dom Stefano Russo.
É fluente, além do italiano nativo, em português, inglês, espanhol e francês.